# Kaspar Taimsoo
Kaspar Taimsoo (født 30. april 1987 i Viljandi, Sovjetunionen) er en estisk roer.
Taimsoo vandt bronze ved OL 2016 i Rio de Janeiro, som del af den estiske dobbeltfirer. Bådens øvrige besætning var Andrei Jämsä, Tõnu Endrekson og Allar Raja. I finalen blev esterne besejret af Tyskland, som vandt guld, samt af Australien, der tog sølvmedaljerne. Han deltog i samme disciplin ved både OL 2008 i Beijing og OL 2012 i London.
Taimsoo har, som del af den succesfulde estiske dobbeltfirer, desuden vundet to EM-guldmedaljer og én EM-sølvmedalje, samt to VM-bronzemedaljer. Han vandt desuden EM-guld i dobbeltsculler i 2009.

## OL-medaljer
- 2016:  Bronze i dobbeltfirer